# Pustoryl věncový

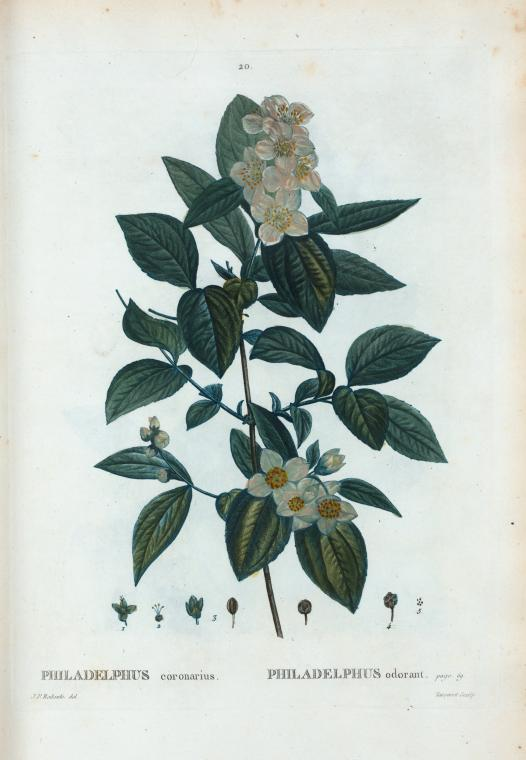
Kresba pustorylu věncového ze začátku 19. století

Pustoryl věncový (Philadelphus coronarius) je opadavý keř z čeledi hortenziovité (Hydrangeaceae), pocházející pravděpodobně z jižní a jihovýchodní Evropy a Kavkazu. Vyznačuje se bílými, silně vonnými květy v hroznovitých květenstvích. Pěstuje se v celé řadě různých zahradních kultivarů jako okrasný keř. Vžité české lidové označení (botanicky zcela zavádějící) je jasmín.

## Popis
Pustoryl věncový je opadavý keř dorůstající výšky 2 až 4 metry. Větve jsou vzpřímené, široce vystoupavé. Letorosty jsou žlutavě hnědé, lysé nebo roztroušeně chlupaté, starší větve jsou tmavě hnědé s papírovitě se odlupující borkou. Listy jsou vejčité až široce vejčité, 4 až 10 cm dlouhé, 2 až 4,5 cm široké, na bázi široce klínovité, na vrcholu dlouze zašpičatělé. Na okraji jsou zubaté se 6 až 11 zuby na každé straně, v dolní třetině čepele téměř celokrajné. Žilnatina je od báze trojžilná. Na líci jsou lysé, na rubu chlupaté pouze na hlavních žilkách a s chomáčky chlupů v paždí žilek.
Květy jsou nažloutle bílé, silně vonné, 2,5 až 3,5 cm široké, uspořádané po 5 až 9 v hroznech. Stopky květů jsou lysé nebo pýřité. Kalich je lysý. Korunní lístky jsou na vrcholu zaokrouhlené. Češule je lysá, pouze s nemnohými chlupy na bázi. Tyčinek je asi 25. Kvete v červnu až červenci. Tobolky jsou kuželovité, 6 až 8 mm dlouhé, s vytrvalým kalichem.

## Výskyt
Druh je původní pravděpodobně v jižní Evropě a na Kavkaze. Vymezení oblasti původu není vzhledem k dlouhé historii pěstování známo. Jako pravděpodobná oblast původu je obvykle uváděna oblast od Itálie přes Balkánský poloostrov po Kavkaz. Již v 16. století jej Carolus Clusius uvádí v oblasti Španělska, Maďarska a Rakouska s dovětkem, že divoké populace nejsou známy. Vlivem hojného pěstování se rozšířil i do jiných oblastí. Vyskytuje se zplaněle i v České republice, kde roste zejména v křovinách na narušených místech, v lesících a lesních lemech.

## Názvy a synonyma
V České republice je pustoryl věncový nejčastěji označován triviálním názvem český či nepravý jasmín nebo prostě jasmín. Druhové jméno coronarius (věncový) znamená používaný ve věncích.
Česká synonyma a používané názvy:
- jasmín
- pustoryl vonný
- český jasmín
- nepravý jasmín
- planý jasmín
- bez
- kvítko sedmero bratří[5][6]

## Kultivary
Kultivary pustorylu věncového jsou velmi různorodé. Nalezneme mezi nimi formy nízkého vzrůstu ('Duplex', 'Duplex Aurea', 'Dianthiflorus'), s bíle lemovanými listy ('Variegatus'), zlatolisté ('Aureus', 'Duplex Aurea', 'Lunex Aurea'), s jednoduchými květy ('Natchez', 'Zeyheri' aj.), plnokvěté ('Duplex', 'Deutziiflorus', 'Primuliflorus'), poloplnokvěté ('Dianthiflorus') nebo dokonce zcela nekvetoucí ('Cochleatus').
Z českých botanických zahrad a arboret jsou uváděny tyto kultivary:
- Philadelphus coronarius 'Aureus' (před r. 1901, často uváděn jako P. caucasicus 'Aureus')
- Philadelphus coronarius 'Dianthiflorus' (1893)
- Philadelphus coronarius 'Duplex' (před 1770)
- Philadelphus coronarius 'Lunex Aurea' (?)
- Philadelphus coronarius 'Justinka' (?)
- Philadelphus coronarius 'Natchez' (?)
- Philadelphus coronarius 'Variegatus' (před 1770)
- Philadelphus coronarius 'Zeyheri' (1820)[8][7]

## Taxonomie
Pustoryl věncový je typový druh rodu pustoryl a Carl Linné jej popsal již v roce 1753. Druh je po morfologické stránce velmi různorodý a některé pěstované formy jsou od základní formy již velmi vzdálené. Kavkazská populace je někdy uváděna jako samostatný druh, Philadelphus caucasicus.

## Význam
Pustoryl věncový je pěstován již několik staletí jako okrasný keř. Je běžně vysazován i v České republice.
Keře lze použít jako efektní solitéry, ale nejvíce jsou používány ve skupinách a nebo ve volně tvarovaných živých plotech. Pro intenzivní vůni květů se nedoporučuje je vysazovat v blízkosti často otevíraných oken.

## Pěstování
V ČR je pěstován od 18. století. Preferuje slunné polohy, v polostínu málo kvete a má řídké olistění. Vyžaduje hluboké, humózní, přiměřeně vlhké, vápenité půdy, ale snese i lehké, kamenité, chudé a mírně kyselé půdy. Zmlazování hlubokým řezem je vhodné, slabší řez je vhodný spíše po odkvětu. V ČR je druh plně mrazuvzdorný.

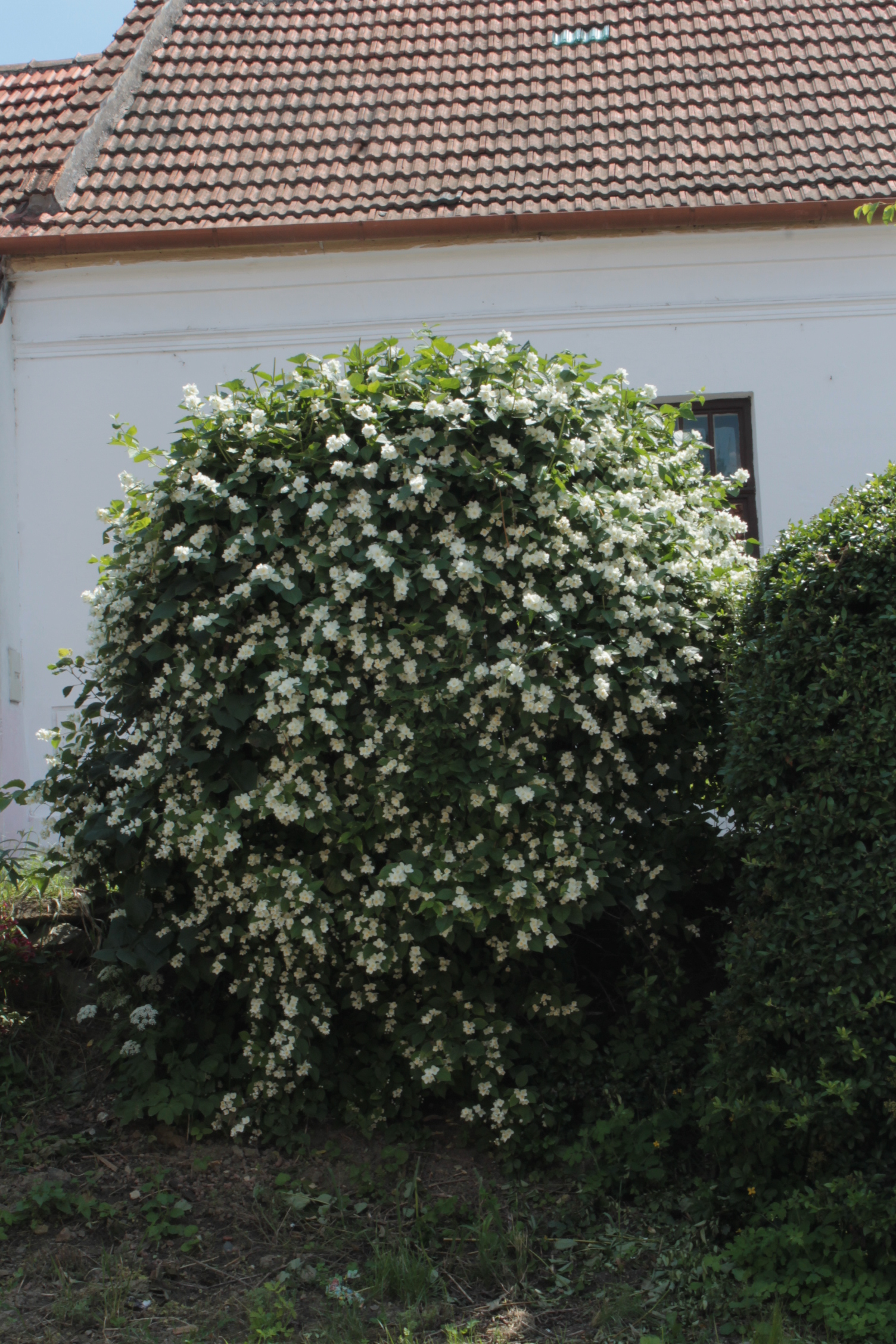
Řezaný keř
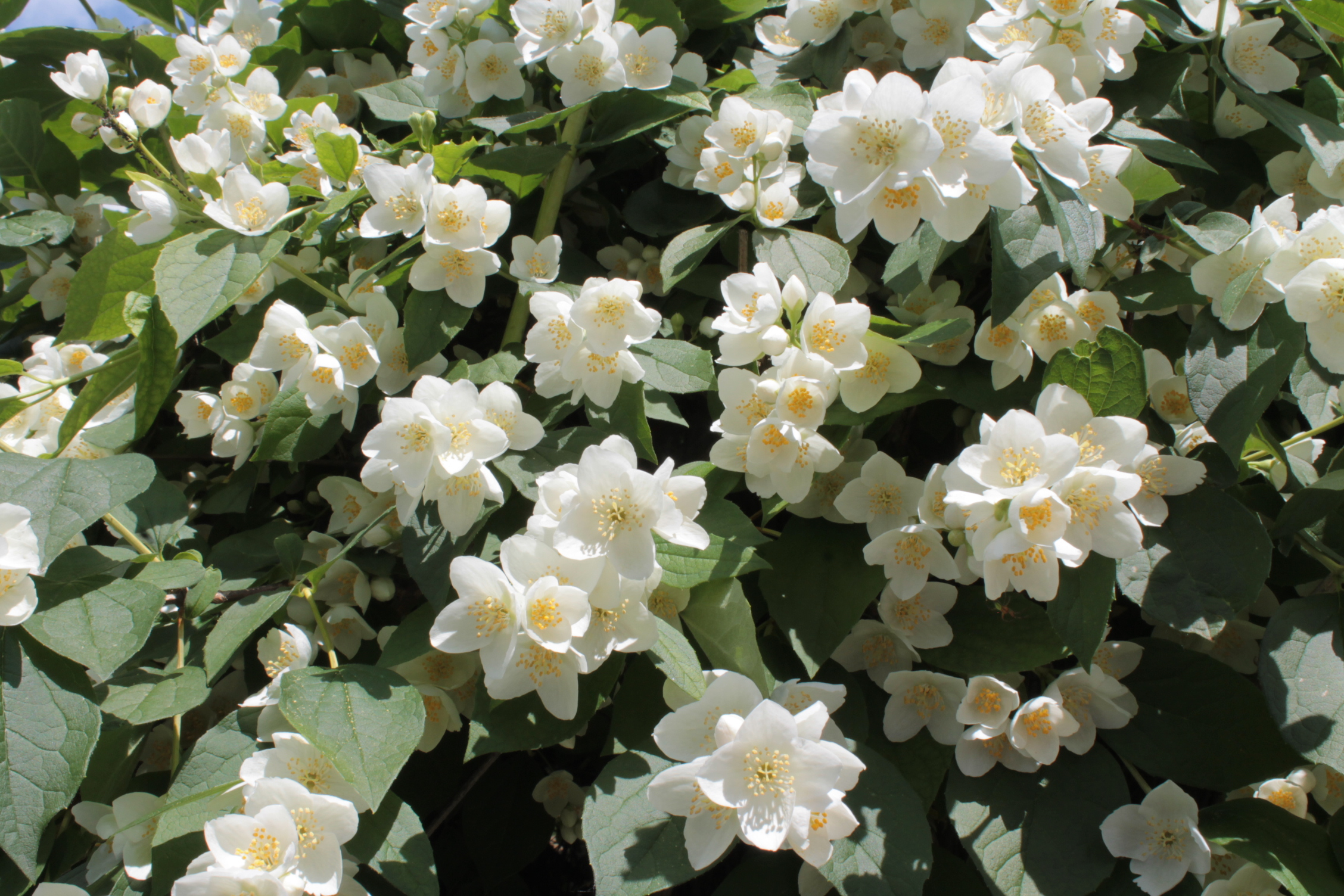
Druh je oblíbený pro bohaté kvetení
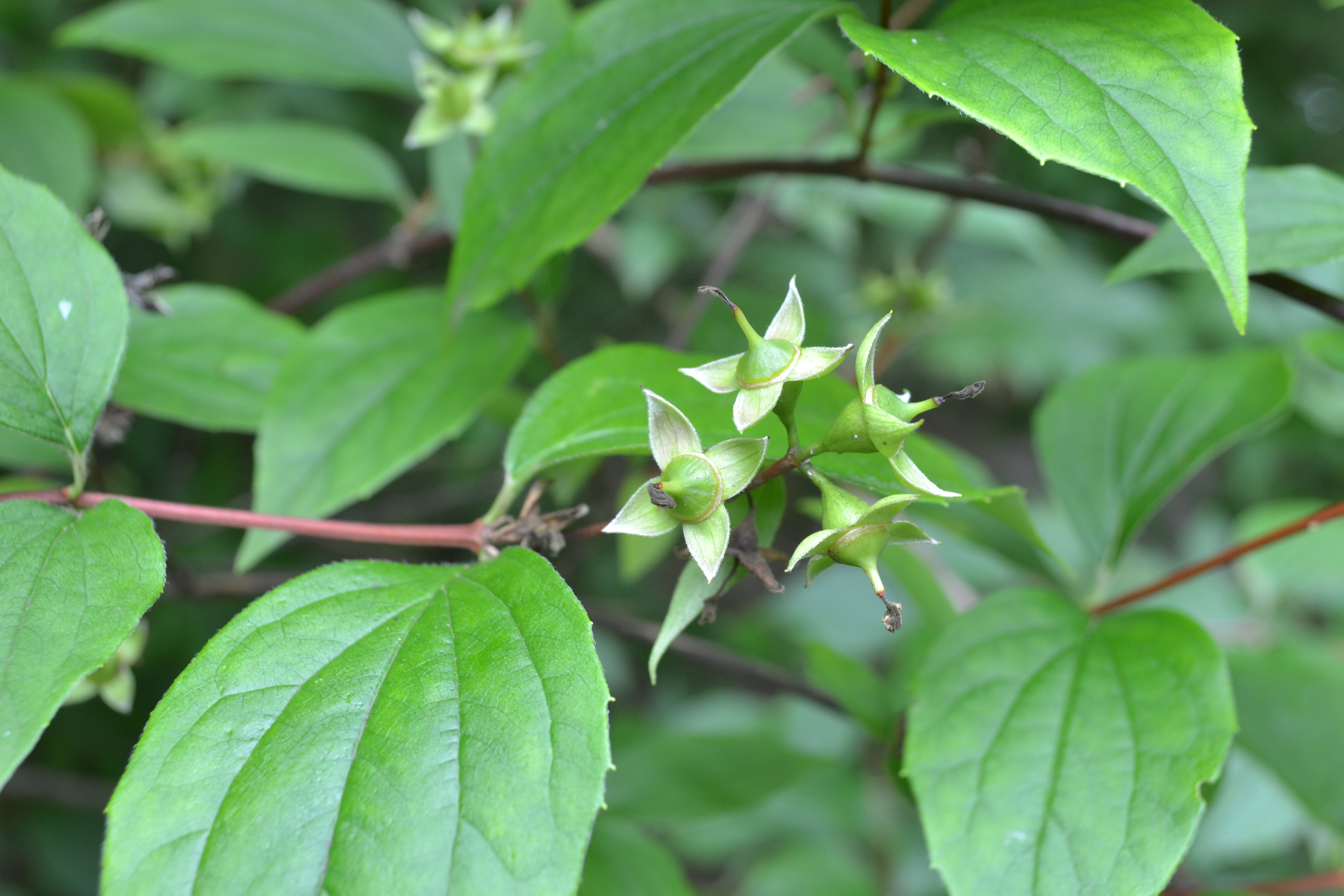
Plody